# Vlag van Liberia

Vlag van Liberia (ratio 10:19)

De vlag van Liberia is gebaseerd op de vlag van de Verenigde Staten, hetgeen een gevolg is van de historische band tussen beide landen. Liberia is gesticht door vrijgelaten slaven uit de Verenigde Staten. Het werd aangenomen op 24 augustus 1847.
De vlag heeft elf rode en witte strepen, die de elf ondertekenaars van de Liberiaanse onafhankelijkheidsverklaring symboliseren. Rood en wit symboliseren moed en moraliteit. De witte ster vertegenwoordigt de vrijheid die de slaven kregen om naar Afrika te gaan; het blauwe vierkant vertegenwoordigt Afrika.

## Geschiedenis

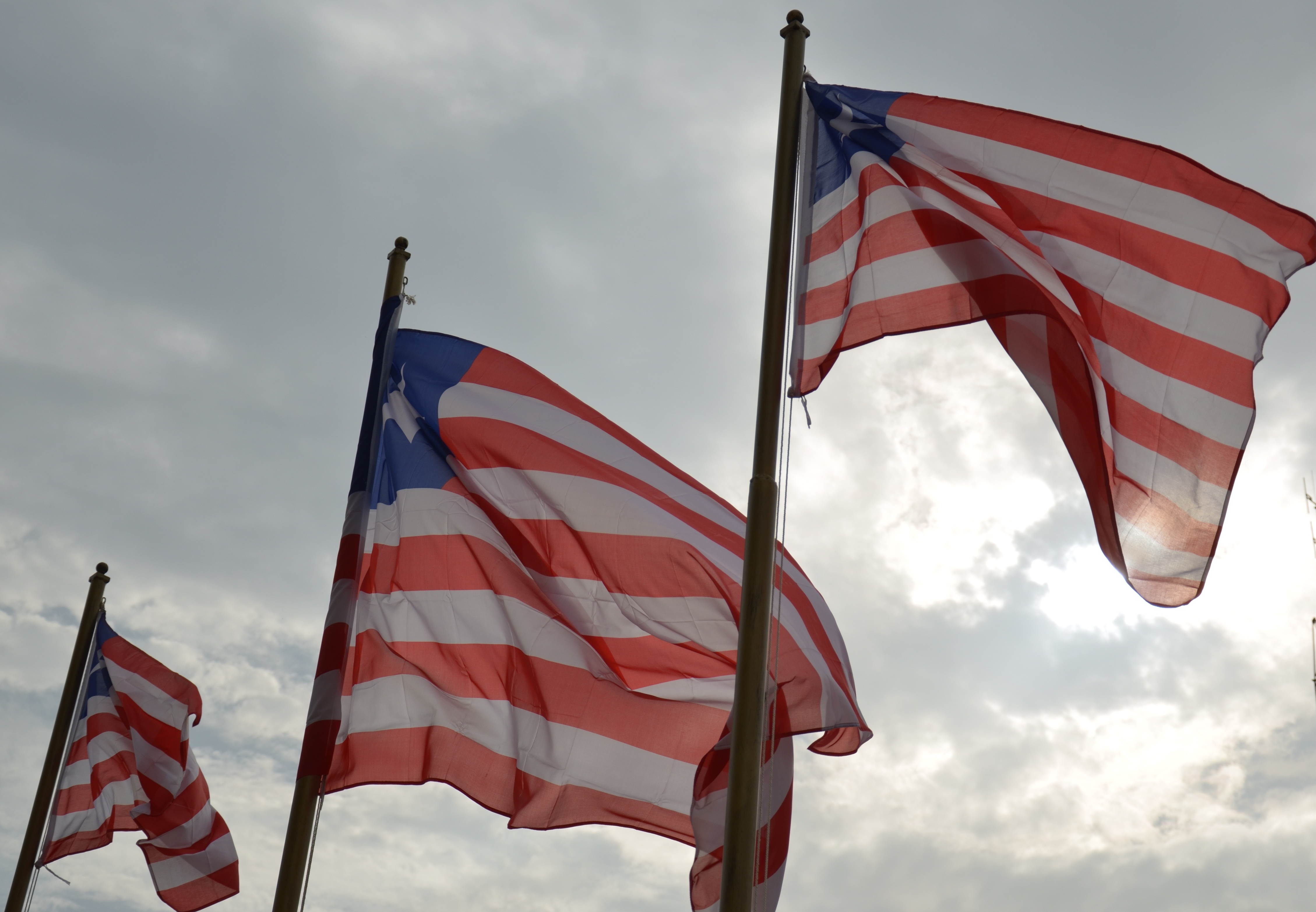
Meerdere Liberiaanse vlaggen

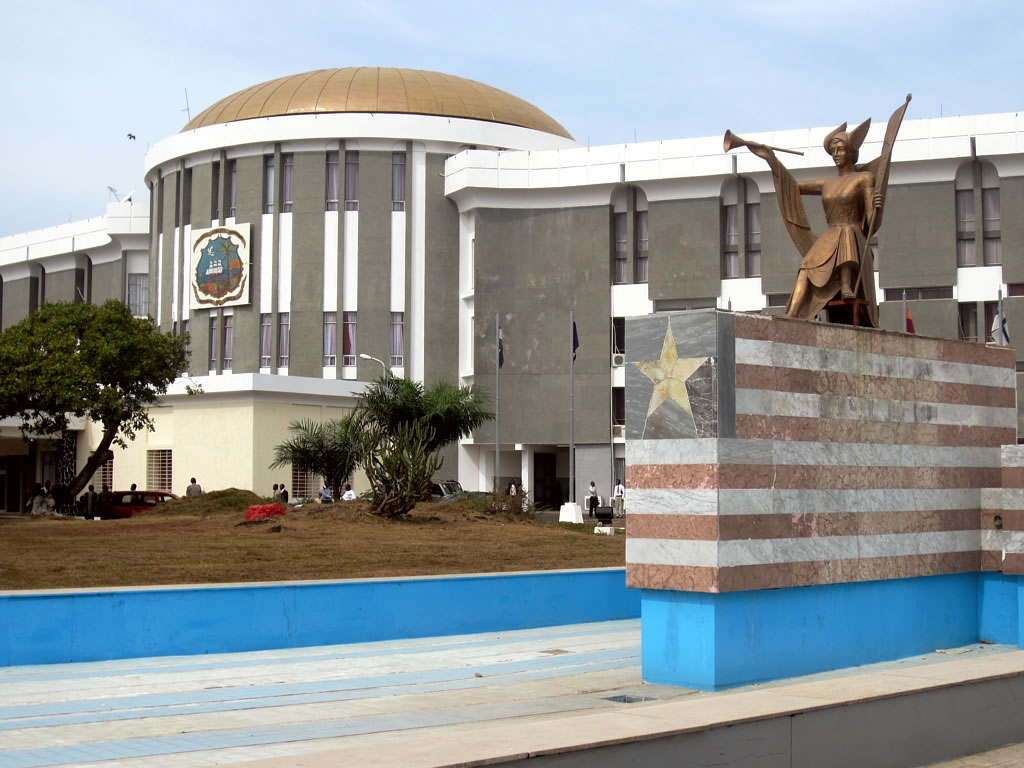
Vlag herschapen in gekleurd marmer bij het Capitool

Op 9 april 1827 werd een resolutie gemaakt waarin de eerste vlag van Liberia werd vastgesteld, in de tijd dat het een kolonie was. De vlag was hetzelfde als die van de Verenigde Staten, behalve met een wit kruis op de plaats van de sterren van het kanton. Ter voorbereiding op de onafhankelijkheid werd de vlag van Liberia opnieuw ontworpen en met de hand gestikt door een comité van zeven vrouwen. Gouverneur Joseph Jenkins Roberts vroeg Susannah Elizabeth Lewis in een brief van 10 juli 1847 om het comité te leiden. De andere leden van het comité waren Matilda Newport, Rachel Johnson, Mary Hunter, Mrs. J. B. Russwurm, Colonette Teage Ellis en Sara Draper. Alle vrouwen waren geboren in de Verenigde Staten en velen van hen waren echtgenotes van vooraanstaande mannen in Liberia. Lewis was de dochter van de voormalige vice-koloniale agent Colston Waring, de zus van de eerste First Lady van de Republiek, Jane Roberts, en echtgenote van John N. Waring, een van de ondertekenaars van het verdrag van Liberia. Lewis, een van de ondertekenaars van de Liberiaanse Onafhankelijkheidsverklaring. De vlag die ze ontwierpen werd aangenomen op 24 augustus 1847, ongeveer een maand nadat Liberia de onafhankelijkheid had uitgeroepen op 26 juli 1847. Op de dag dat de vlag werd aangenomen, hield de natie een feest in Monrovia. Daar werd de vlag voor het eerst ontvouwd voor het publiek en hield Susannah Lewis een patriottische toespraak. De ceremonie bevatte ook toespraken van een aantal opmerkelijke Liberiaanse politici en religieuze leiders, evenals entertainment in de vorm van bandmuziek.
In de jaren 1850 en 1860 was de Eusibia N. Roye het eerste schip in Liberiaanse handen dat de vlag voerde in de havens van New York en Liverpool. Het schip was eigendom van Edward James Roye. In 1860 stond de Liberiaanse vlag op de eerste bekende postzegel die door de Liberiaanse regering werd uitgegeven. Op 24 oktober 1915 ondertekende president Daniel Howard een wet die 24 augustus uitriep tot Vlaggetjesdag, een nationale feestdag.
Op 22 juli 1974 nam de Parlement van Liberia macht een wet aan die de president machtigde om een commissie in te stellen om na te denken over mogelijke veranderingen in een aantal nationale symbolen, waaronder de vlag en het volkslied. De commissie werd geleid door McKinley Alfred Deshield Sr. De commissie wilde de symbolen opnieuw onderzoeken en verdeeldheid zaaiende aspecten ervan verwijderen. President William Richard Tolbert jr. benoemde 51 leden in de Commissie voor Nationale Eenheid. De commissie werd ook wel de Deshield-commissie genoemd, naar de man die aan het hoofd ervan stond. De commissie diende haar rapport in op 24 januari 1978. In het rapport werden uiteindelijk geen veranderingen aan de vlag aanbevolen.
In 2022 stond op een nieuw ontwerp voor het Liberiaanse bankbiljet van vijfhonderd dollar een afbeelding van het zevenkoppige comité dat de Liberiaanse vlag ontwierp.
De vlag is te zien op veel schepen over de hele wereld omdat Liberia registratie onder zijn vlag aanbiedt. Scheepvaartmaatschappijen doen dit om belastingen en beperkingen die andere landen opleggen te omzeilen. Als tweede meest populaire goedkope vlag (na de vlag van Panama), wordt geschat dat 1.700 schepen in buitenlandse handen onder Liberiaanse vlag varen. Dit brengt een groot deel van de inkomsten van het land binnen.